# Hans Herke
Hans Herke (* 27. Mai 1902 in Lienz; † 16. März 1991 in Klagenfurt) war ein österreichischer Politiker (SPÖ) und Beamter der Österreichischen Bundesbahnen. Er war von 1945 bis 1949 Landeshauptmann-Stellvertreter in Kärnten, von 1949 bis 1956 Mitglied des Bundesrates und von 1956 bis 1964 Abgeordneter zum Nationalrat.

## Leben
Herke besuchte nach der Volksschule eine Bürgerschule und erlernte den Beruf des Gärtners. Danach war er als Bundesbahnbeamter der Österreichischen Bundesbahnen tätig.  Auf Grund seiner Gewerkschafts- und Parteitätigkeit wurde Herke im Bezirksgericht Lienz, im Innsbrucker Landesgericht sowie im Anhaltelager Wöllersdorf inhaftiert.
Nach dem Zweiten Weltkrieg wirkte er als Mitglied des Gemeinderates von Klagenfurt und Stadtrat und war vom 10. Dezember 1945 bis zum 18. Juli 1956 als Landtagsabgeordneter in Kärnten aktiv. Gleichzeitig war Herke am 10. Dezember 1945 zum Landeshauptmann-Stellvertreter gewählt worden, wobei er diese Funktion bis zum 14. November 1949 ausübte. Danach war Herke zwischen dem 7. November 1949 und dem 1. Juni 1956 Mitglied des Bundesrates, zusätzlich hatte er vom 1. Juli 1951 bis zum 31. Dezember 1951 sowie vom 1. Juli 1951 bis zum 31. Dezember 1951 den Vorsitz im Bundesrat inne. Danach war Herke vom 8. Juni 1956 bis zum 22. Februar 1964 Abgeordneter zum Nationalrat. Des Weiteren war Herke Mitglied des Bezirksparteivorstandes der SPÖ Klagenfurt und Obmann der Kärntner Volkshilfe.

## Auszeichnungen
- 1958: Großes Silbernes Ehrenzeichen für Verdienste um die Republik Österreich[1]